# Harîtonivka, Sribne
Harîtonivka (în ucraineană Харитонівка) este localitatea de reședință a comunei Harîtonivka din raionul Sribne, regiunea Cernihiv, Ucraina.

## Demografie
Componența lingvistică a localității Harîtonivka
     Ucraineană (97,34%)
     Rusă (2,66%)
Conform recensământului din 2001, majoritatea populației localității Harîtonivka era vorbitoare de ucraineană (97,34%), existând în minoritate și vorbitori de rusă (2,66%).